# Centrum pro otázky životního prostředí
Centrum pro otázky životního prostředí (COŽP) je pracoviště Univerzity Karlovy, organizačně podřízené přímo rektorovi. Má za úkol vyhledávat a zpracovávat informace o oblasti životního prostředí. Existuje od roku 1992.
V souladu se zákonem č. 111/1998 Sb., o vysokých školách, a s Organizačním řádem UK je Centrum „vysokoškolským ústavem" Univerzity Karlovy v Praze. Pracovat začalo v květnu 1992, původně jako "jiné pracoviště" Univerzity Karlovy. Původně sídlilo na Starém Městě v prostorech koleje Petrská; v polovině roku 2000 se přestěhovalo do nového univerzitního areálu Jinonice v Praze 5 - Jinonicích, U Kříže 8, od léta 2009 sídlí v Centru Krystal ve Praze 6 - Vokovicích. V čele Centra byl od počátku do konce října 2014 profesor Bedřich Moldan., od 1. listopadu 2014 vede Centrum prof. Jan Frouz.
Centrum má zajišťovat poradní a expertní podporu rektorovi a dalším představitelům Univerzity, získávat, zpracovávat a zprostředkovávat informace týkající se otázek životního prostředí a udržitelného rozvoje o studijních programech, celoživotním vzdělávání a výuce realizovaných na jednotlivých fakultách a součástech Univerzity, případně i na jiných vysokých školách. Centrum má iniciovat vznik studijních programů, oborů a předmětů, spolupracovat při jejich akreditaci a vyhledávat témata bakalářských, diplomových, rigorózních a disertačních prací a podle potřeby se podílet na výukové a další pedagogické činnosti jednotlivých fakult univerzity. Centrum má samostatně rozvíjet vědeckou a výzkumnou činnost a v této věci také spolupracovat jak s jinými pracovišti univerzity, tak i s dalšími odbornými pracovišti v České republice i v zahraničí. Důležitým úkolem je navazovat kontakty se zahraničními institucemi i odborníky v příslušných oborech. Se svými výsledky má Centrum vhodnými publikačními formami včetně elektronické průběžně seznamovat širokou občanskou i odbornou veřejnost a podle kapacitních možností být informační základnou pro dotazy, konzultace a expertizy z oblasti životního prostředí a trvale udržitelného rozvoje.
V květnu 2001 se na základě dohody představitelů COŽP, Filozofické fakulty, Fakulty sociálních věd a Fakulty humanitních studií stala součástí Centra také Knihovna společenských věd T. G. Masaryka v Jinonicích.